# Іван Глінка
Іван Глінка (чеськ. Ivan Hlinka; нар. 26 січня 1950, Мост, Чехословаччина — пом. 16 серпня 2004, Карлові Вари, Чехія) — чехословацький хокеїст (центральний нападник) та тренер.
За свою довгу спортивну кар'єру здобував золоті нагороди на чотирьох чемпіонатах світу та на Олімпійських іграх у Нагано. З 2002 року член зали слави ІІХФ, а з 2008 — зали слави чеського хокею. Займає п'яте місце у «Клубові хокейних снайперів» (479 закинутих шайб).

## Клубна кар'єра
В чемпіонаті Чехословаччини грав за литвиновський ХЗ (1966–1981, 1986–1987). Найкращий бомбардир сезону 1974-75 — 78 очок (36 закинутих шайб та 42 результативні передачі). Був визнаний найкращим хокеїстом Чехословаччини 1978 року. Частину сезону 1978-79 провів у «Дуклі» із Тренчина (8 ігор, 2 голи). Всього в чехословацькій хокейній лізі провів 542 матчі (348 голів).
У 1981 році Їржі Бубла та Іван Глінка поїхали до «Ванкувер Канакс». За два сезони у Національній хокейній лізі провів 137 матчів (42 голи) у регулярному чемпіонаті та 16 (три закинуті шайби) на стадії плей-офф. В 1982 році грав у фіналі Кубка Стенлі. З 1983 року грав за швейцарський клуб «Цуг». За два сезони в національній лізі «В» зіграв у 80 матчах та набрав 162 очки (76 голів і 86 результативних передач).

## Виступи у збірній
У складі національної збірної був учасником двох Олімпіад (1972, 1976). У Саппоро здобув бронзову нагороду, а через чотири року в Інсбруку — срібну.
Брав участь у одинадцяти чемпіонатах світу та Європи (1970–1979, 1981). Чемпіон світу 1972, 1976, 1977; другий призер 1971, 1974, 1975, 1978, 1979; третій призер 1970, 1973, 1981. В 1978 році був обраний до символічної збірної турніру. На чемпіонатах Європи — чотири золоті (1971, 1972, 1976, 1977), чотири срібні (1974, 1975, 1978, 1979) та три бронзові нагороди (1970, 1973, 1981). Фіналіст Кубка Канади 1976 року (7 матчів, 2 голи).
На чемпіонатах світу та Олімпійських іграх провів 103 матчі (50 закинутих шайб), а всього у складі збірної Чехословаччини — 256 матчів (132 голи).

## Тренерська діяльність
На тренерській ниві почав працювати відразу після завершення ігрової кар'єри, у литвиновському ХЗ. У сезоні 1986-87 команда займала останнє місце. Глінка виступав у дев'ятнадцяти іграх (набрав 23 очки) і клуб піднявся до 9-го місця. 1989 року очолював німецький «Фрайбург». Наступним клубом знову став ХЗ (Литвинов).
Найбільших успіхів досяг на посаді головного тренера збірних Чехословаччини та Чехії. На чолі першої виграв третє місце чемпіонаті світу 1992 та бронзову нагороду на Олімпіаді 1992 в Альбервілі. Перший тренер в історії національної збірної Чехії. За три роки команда здобула лише одну бронзову нагороду на чемпіонаті світу і Глінка був звільнений з посади.
Через три роки повернувся до керма чеської збірної. У Нагано (1998) чеська команда вперше здобула золоті олімпійські нагороди. На чемпіонатах світу — одна золота (1999) та дві бронзові нагороди (1997, 1998).
2000 року очолив клуб Національної хокейної ліги «Піттсбург Пінгвінс». Саме в цей час до команди повернувся Маріо Лем'є. Загалом, «Піттсбург Пінгвінс» провів успішний сезон, але Глінка був звільнений через низький рівень володіння англійською мовою. У сезоні 2002-03 працював на посаді головного тренера омського «Авангарда».
У 2004 році розпочав підготовку збірної Чехії до кубку світу. Але йому не вдалося взяти участь у цьому турнірі —16 серпня, поблизу Карлових Вар, Іван Глінка загинув у автомобільній аварії.

## Нагороди та досягнення

### Гравець
| Нагороди                 | Команда           | Кіл. | Роки                         |
| ------------------------ | ----------------- | ---- | ---------------------------- |
| Олімпійські ігри         |                   |      |                              |
| Срібло                   | Чехословаччина    | 1    | 1976                         |
| Бронза                   | Чехословаччина    | 1    | 1972                         |
| Чемпіонат світу          |                   |      |                              |
| Золото                   | Чехословаччина    | 3    | 1972, 1976, 1977             |
| Срібло                   | Чехословаччина    | 5    | 1971, 1974, 1975, 1978, 1979 |
| Бронза                   | Чехословаччина    | 3    | 1970, 1973, 1981             |
| Кубок Канади             |                   |      |                              |
| Фіналіст                 | Чехословаччина    | 1    | 1976                         |
| Чемпіонат Європи         |                   |      |                              |
| Золото                   | Чехословаччина    | 4    | 1971, 1972, 1976, 1977       |
| Срібло                   | Чехословаччина    | 4    | 1974, 1975, 1978, 1979       |
| Бронза                   | Чехословаччина    | 3    | 1970, 1973, 1981             |
| Чемпіонат Чехословаччини |                   |      |                              |
| Срібло                   | ХЗ (Литвинов)     | 1    | 1978                         |
| Кубок Стенлі             |                   |      |                              |
| Фіналіст                 | «Ванкувер Канакс» | 1    | 1982                         |

### Тренер
| Нагороди         | Команда        | Кіл. | Роки             |
| ---------------- | -------------- | ---- | ---------------- |
| Олімпійські ігри |                |      |                  |
| Золото           | Чехія          | 1    | 1998             |
| Бронза           | Чехословаччина | 1    | 1992             |
| Чемпіонат світу  |                |      |                  |
| Золото           | Чехія          | 1    | 1999             |
| Бронза           | Чехословаччина | 1    | 1992             |
| Бронза           | Чехія          | 3    | 1993, 1997, 1998 |

## Статистика виступів
Статистика виступів на Олімпійських іграх та чемпіонатах світу
Скорочення: І = Ігри, Г = Голи, П = Паси, О = Очки, Штр = Штрафний час у хвилинах
| Рік  | Команда        | Турнір | І  | Г | П  | О  | Штр | Нагороди |
| ---- | -------------- | ------ | -- | - | -- | -- | --- | -------- |
| 1970 | Чехословаччина | ЧС     | 4  | 0 | 0  | 0  | 2   | Срібло   |
| 1971 | Чехословаччина | ЧС     | 10 | 4 | 2  | 6  | 2   | Срібло   |
| 1972 | Чехословаччина | ОІ     | 6  | 5 | 3  | 8  | 2   | Бронза   |
| 1972 | Чехословаччина | ЧС     | 5  | 2 | 3  | 5  | 0   | Золото   |
| 1973 | Чехословаччина | ЧС     | 8  | 2 | 1  | 3  | 0   | Бронза   |
| 1974 | Чехословаччина | ЧС     | 10 | 9 | 4  | 13 | 2   | Срібло   |
| 1975 | Чехословаччина | ЧС     | 6  | 2 | 4  | 6  | 2   | Срібло   |
| 1976 | Чехословаччина | КК     | 7  | 2 | 2  | 4  | 12  | Срібло   |
| 1976 | Чехословаччина | ОІ     | 5  | 3 | 3  | 6  | 7   | Срібло   |
| 1976 | Чехословаччина | ЧС     | 10 | 7 | 8  | 15 | 4   | Золото   |
| 1977 | Чехословаччина | ЧС     | 10 | 9 | 3  | 12 | 5   | Золото   |
| 1978 | Чехословаччина | ЧС     | 10 | 4 | 10 | 14 | 4   | Срібло   |
| 1979 | Чехословаччина | ЧС     | 8  | 3 | 5  | 8  | 6   | Срібло   |
| 1981 | Чехословаччина | ЧС     | 8  | 0 | 3  | 3  | 0   | Бронза   |

Клубна статистика 
Скорочення: І = Ігри, Г = Голи, П = Паси, О = Очки, Штр = Штрафний час у хвилинах
| 1966-67                 | ХЗ (Литвинов)           | D-1                     | 14  | 4   | 0   | 4   |     |    |   |    |    |   |
| 1967-68                 | ХЗ (Литвинов)           | D-1                     | 32  | 15  | 14  | 29  |     |    |   |    |    |   |
| 1968-69                 | ХЗ (Литвинов)           | D-1                     | 36  | 21  | 17  | 38  |     |    |   |    |    |   |
| 1969-70                 | ХЗ (Литвинов)           | D-1                     | 33  | 17  | 17  | 34  | 20  |    |   |    |    |   |
| 1970-71                 | ХЗ (Литвинов)           | D-1                     | 36  | 20  | 20  | 40  |     |    |   |    |    |   |
| 1971-72                 | ХЗ (Литвинов)           | D-1                     | 36  | 31  | 23  | 54  | 20  |    |   |    |    |   |
| 1972-73                 | ХЗ (Литвинов)           | D-1                     | 36  | 24  | 11  | 35  |     |    |   |    |    |   |
| 1973-74                 | ХЗ (Литвинов)           | D-1                     | 39  | 27  | 27  | 54  |     |    |   |    |    |   |
| 1974-75                 | ХЗ (Литвинов)           | D-1                     | 44  | 36  | 42  | 78  |     |    |   |    |    |   |
| 1975-76                 | ХЗ (Литвинов)           | D-1                     | 30  | 25  | 18  | 43  | 6   |    |   |    |    |   |
| 1976-77                 | ХЗ (Литвинов)           | D-1                     | 42  | 39  | 19  | 58  |     |    |   |    |    |   |
| 1977-78                 | ХЗ (Литвинов)           | D-1                     | 43  | 32  | 39  | 71  | 30  |    |   |    |    |   |
| 1978-79                 | ХЗ (Литвинов)           | D-1                     | 23  | 15  | 17  | 32  | 14  |    |   |    |    |   |
| 1978-79                 | «Дукла» (Тренчин)       | D-1                     | 8   | 2   | 3   | 5   | 0   |    |   |    |    |   |
| 1979-80                 | ХЗ (Литвинов)           | D-1                     | 33  | 14  | 16  | 30  | 8   |    |   |    |    |   |
| 1980-81                 | ХЗ (Литвинов)           | D-1                     | 40  | 21  | 31  | 52  | 38  |    |   |    |    |   |
| 1981-82                 | «Ванкувер Канакс»       | НХЛ                     | 72  | 23  | 37  | 60  | 16  | 12 | 2 | 6  | 8  | 4 |
| 1982-83                 | «Ванкувер Канакс»       | НХЛ                     | 65  | 19  | 44  | 63  | 12  | 4  | 1 | 4  | 5  | 4 |
| 1983-84                 | «Цуг»                   | D-2                     | 41  | 46  | 43  | 89  |     |    |   |    |    |   |
| 1984-85                 | «Цуг»                   | D-2                     | 39  | 30  | 43  | 73  |     |    |   |    |    |   |
| 1986-87                 | ХЗ (Литвинов)           | D-1                     | 19  | 5   | 18  | 23  | 12  |    |   |    |    |   |
| Всього в Чехословаччині | Всього в Чехословаччині | Всього в Чехословаччині | 542 | 348 | 319 | 667 | 148 |    |   |    |    |   |
| Всього в НХЛ            | Всього в НХЛ            | Всього в НХЛ            | 137 | 42  | 81  | 123 | 28  | 16 | 3 | 10 | 13 | 8 |
| Всього за кар'єру       | Всього за кар'єру       | Всього за кар'єру       | 759 | 466 | 499 | 965 | 176 | 16 | 3 | 10 | 13 | 8 |